# Basipterini

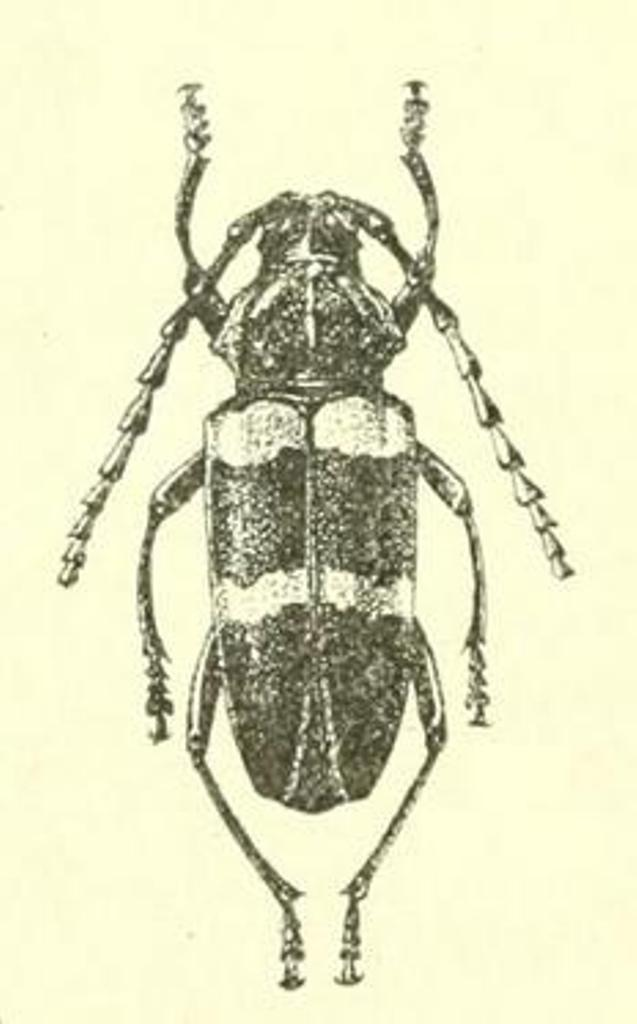
Diastrophosternus bruchi

Basipterini (лат.) — триба жуков-усачей из подсемейства настоящих усачей (Cerambycinae). Встречаются в Неотропике (Аргентина, Парагвай).

## Описание
Тело удлиненное, среднего размера, длина от 10 до 40 мм. Глаза в основном почковидные, цельные (не полностью разделены на верхнюю и нижнюю доли). Усики в основном нитевидные, невооруженные; усики 11-члениковые, длинные, заходят за кончик брюшка. Переднеспинка обычно поперечная (заметно шире, чем длинна), боковые края обычно с отчетливыми тупыми бугорками. Вершины надкрылий с отчетливыми шипами.

## Классификация
Триба включает 2 рода и 2 вида. В составе трибы:
- Basiptera Gemminger & Harold, 1872 (=Anosternus Burmeister, 1879)
  - Basiptera castaneipennis Thomson, 1864
- Diastrophosternus Gounelle, 1911
  - Diastrophosternus bruchi Gounelle, 1911